# Národní park České Švýcarsko
Národní park České Švýcarsko je jeden ze čtyř národních parků v České republice. Byl vyhlášen v roce 2000, hlavním předmětem ochrany jsou unikátní pískovcové útvary a na ně vázaný biotop. Mohutné skalní věže, brány, stěny, rokle, města a bludiště vznikly v důsledku erozí křídových mořských sedimentů, které byly vyzdviženy na povrch v období čtvrtohor v důsledku alpinského vrásnění. Nejznámějším skalním útvarem je Pravčická brána, která se stala symbolem parku. Má status národní přírodní památky a jedná se o největší pískovcovou skalní bránu v Evropě. Vedle ní byl postaven zámeček Sokolí hnízdo.
České Švýcarsko se nachází v okrese Děčín mezi obcemi Hřensko, Chřibská a vesnicí Brtníky. Zaujímá oblast při státní hranici s Německem, která ho odděluje od národního parku Saské Švýcarsko. Rozloha parku činí 79,28 km². Oblast náleží ke geomorfologickému celku Děčínské vrchoviny, která je součástí Krušnohorské hornatiny. Z jižní a západní strany park obepíná chráněná krajinná oblast Labské pískovce, z východní strany k němu přiléhá chráněná krajinná oblast Lužické hory. V parku se nachází jediná vesnice, a to Mezná patřící k obci Hřensko, dále zřícenina vodního mlýna a několika skalních hrádků (např. Falkenštejn, Šaunštejn).
Lesy pokrývají 97 % území. Původně dominantní buk lesní byl vytlačen dnes silně převažujícím smrkem ztepilým. Bylinné patro zde není příliš druhově rozmanité, zato v patru mechovém se vyskytují stovky druhů mechů a lišejníků. Kdysi známou rostlinou parku byl blánatec kentský, už se však v parku nevyskytuje, stejně jako řada živočichů typu los evropský či kočka divoká. V Českém Švýcarsku hnízdí desítky druhů ptáků, za všechny lze jmenovat čápa černého nebo sokola stěhovavého, jehož zdejší populace je největší ve střední Evropě.

## Lokalita a název

Poloha parku v rámci ostatních chráněných území

Národní park České Švýcarsko se nachází v Ústeckém kraji v okrese Děčín, na jihozápadě Šluknovského výběžku. Zasahuje do území několika samosprávných celků, a to měst Krásná Lípa a Chřibská, a obcí Hřensko, Janov, Růžová, Srbská Kamenice, Jetřichovice, Doubice a Staré Křečany. Rozloha parku je 79,28 km². Takřka celou severní a části západní stranou přiléhá k německé hranici, za níž na něj navazuje národní park Saské Švýcarsko (Nationalpark Sächsische Schweiz), který svou rozlohou 93,5 km² ještě převyšuje velikost Českého Švýcarska. Východní stranu parku lemuje Chráněná krajinná oblast Lužické hory, jeho ostatní strany obepíná Chráněná krajinná oblast Labské pískovce, na kterou na hranicích rovněž navazuje německý protějšek – Chráněná krajinná oblast Saské Švýcarsko (LSG Sächsische Schweiz). Území obou chráněných krajinných oblasti včetně obou národních parků se označuje jako Českosaské Švýcarsko (Sächsisch-Böhmische Schweiz) nebo Labské pískovce (Elbsandsteingebirge). Německé a české území Labských pískovců společně vytváří jednu z nejdůležitějších evropských pískovcových oblastí.
Samotný název „České Švýcarsko“ vznikl odvozením od názvu Saské Švýcarsko, používaném pro německou část Labských pískovců od 18. století. O tento romantický název se zasloužili švýcarští malíři Adrian Zingg a Anton Graff, kteří působili na Akademii v Drážďanech a malovali krajinu podél Labe, která jim připomínala domovinu. Českému Švýcarsku se někdy říká Zadní hory – tímto jménem krajinu obdařil liberecký spisovatel Miloslav Nevrlý.

## Geologie
Labské pískovce jsou nejsevernějším výběžkem české křídové pánve. Z většiny jsou formovány turonskými pískovci, které na povrchu tvoří výrazné krajinné dominanty. V období svrchní křídy, před cca 90 miliony let, pokrývalo celé území moře. Na jeho dně se postupně navršily sedimenty o mocnosti až 1 km. Tyto sedimenty byly tvořeny především pískovci a slínovci, ale i prachovci a slepenci. Písek sem byl přiváděn řekami z oblastí, kde se dnes nachází Jizerské hory a Krkonoše. Střední vrstva mocného sedimentu byla tvořena výhradně pískovci. Tato vrstva dosahovala mocnosti 350–420 m, a právě ona dala vzniknout členitým skalním útvarům v národním parku. Pískovce v oblasti Českosaského Švýcarska jsou tvořeny „kvádry“, které od sebe oddělují pukliny, pročež jsou označovány jako „kvádrové pískovce“. Následně v období třetihor došlo v důsledku kolize litosférických desek k alpínskému vrásnění, kdy byly pískovcové vrstvy české křídové tabule vyzdviženy nad původní úroveň a vlivem nestejnoměrných tlaků došlo k jejich fragmentaci. Následné střídání ledových a meziledových dob spolu s říční erozí i působením větru vymodelovaly pískovcové skály do současné podoby.

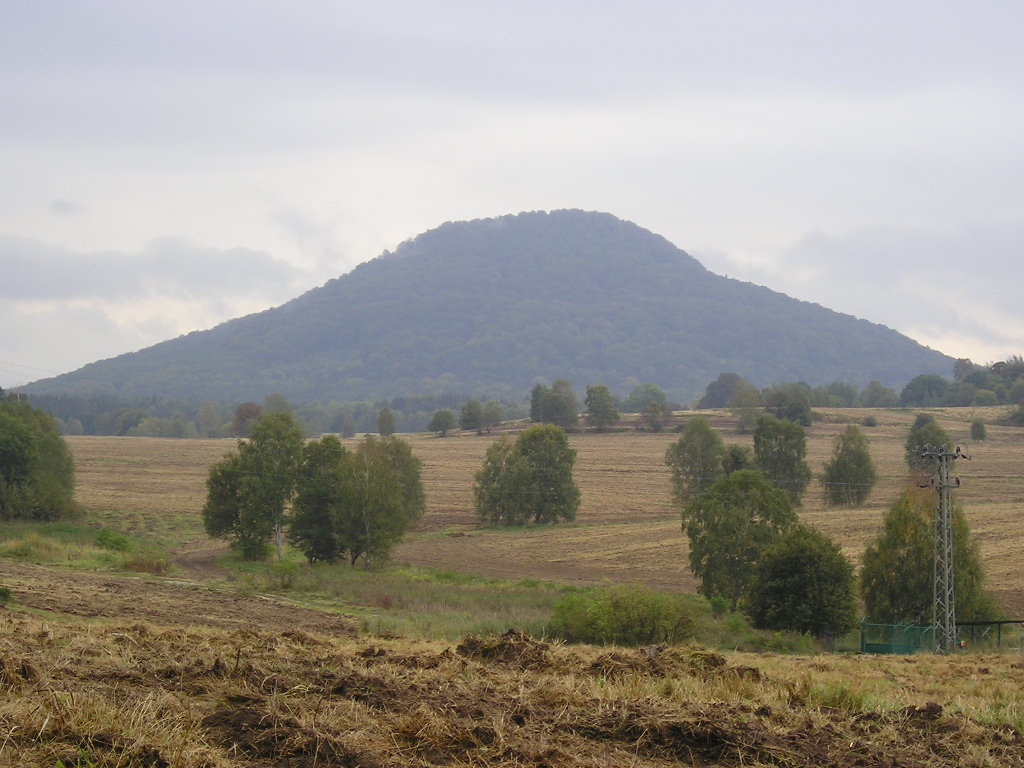
Čedičový kužel Růžovský vrch (620 m n. m.), nejvyšší vrchol Českého Švýcarska

Pro období třetihor je rovněž typická silná vulkanická činnost. Ta dala v oblasti vzniknout mnohým dominantám, z nichž tu nejvyšší představuje Růžovský vrch (620 m n. m.), čedičový kužel, který vznikl v dobách třetihorní zvýšené vulkanické činnosti, kdy žhavé magma prorazilo vrstvu druhohorních pískovců a ztuhlo v horních, méně stabilních sedimentech. Z dalších hor a kopců, které vznikly v důsledku vulkanických elevací, to jsou např. Mlýny, Suchý vrch, Koliště, Limberk, Vosí vrch, Český vrch, Větrný vrch či Popovičský vrch.

## Topografie
Z hlediska dnešního stavu krajiny, tzn. výrazně členitého terénu s dominujícími pískovcovými masivy, bylo klíčové období čtvrtohor. Tehdy v důsledku alpinského vrásnění došlo v oblasti Českosaského Švýcarska k mohutnému tektonickému zdvihu pískovcových sedimentů. Další pohyby tektonických desek spolu s častým střídáním ledových a meziledových dob a především díky vodním živlům rychle postupovala eroze místních hornin. Na erozi pískovců měly vliv i další přírodní děje jako jsou klimatické změny a zvětrávání. Vrstva pískovce je pod zemí silná ještě několik stovek metrů, poté na ni navazuje tvrdá a vodu nepropustná vrstva žuly. Zdejší pískovec je velmi porézní a nasákavý materiál, takže jakmile začne pršet, voda se většinou už nemá kam vsakovat (žula vodu nepropustí a pískovec pod zemí už je nasáklý). To jen přispívá ke zvýšené vlhkosti, která převažuje hlavně v roklích, kde bývá nedostatek slunečních paprsků.
Výše popsaným způsobem vznikly skalní útvary, které jsou v rámci Evropy unikátní. Pískovec je v této oblasti natolik dominantní, že se pro tento stav vžilo označení „pískovcový fenomén“. Vedle hluboce zařezaných kaňonů Labe, Kamenice a Křinice se zde nachází vysoké skalní stěny a věže, plošiny, převisy a římsy, skalní města, bludiště a výjimkou nejsou ani hřibovité útvary. Snad nejznámějším skalním útvarem na území parku je Pravčická brána. S rozpětím 26,5 m a výškou 16 m je největší přirozenou skalní branou v Evropě a je symbolem národního parku. Menší obdobou Pravčické brány je Malá Pravčická brána, která dosahuje výšky 2,3 m a šířky 3,3 m; šíře oblouku je 1–1,5 m.

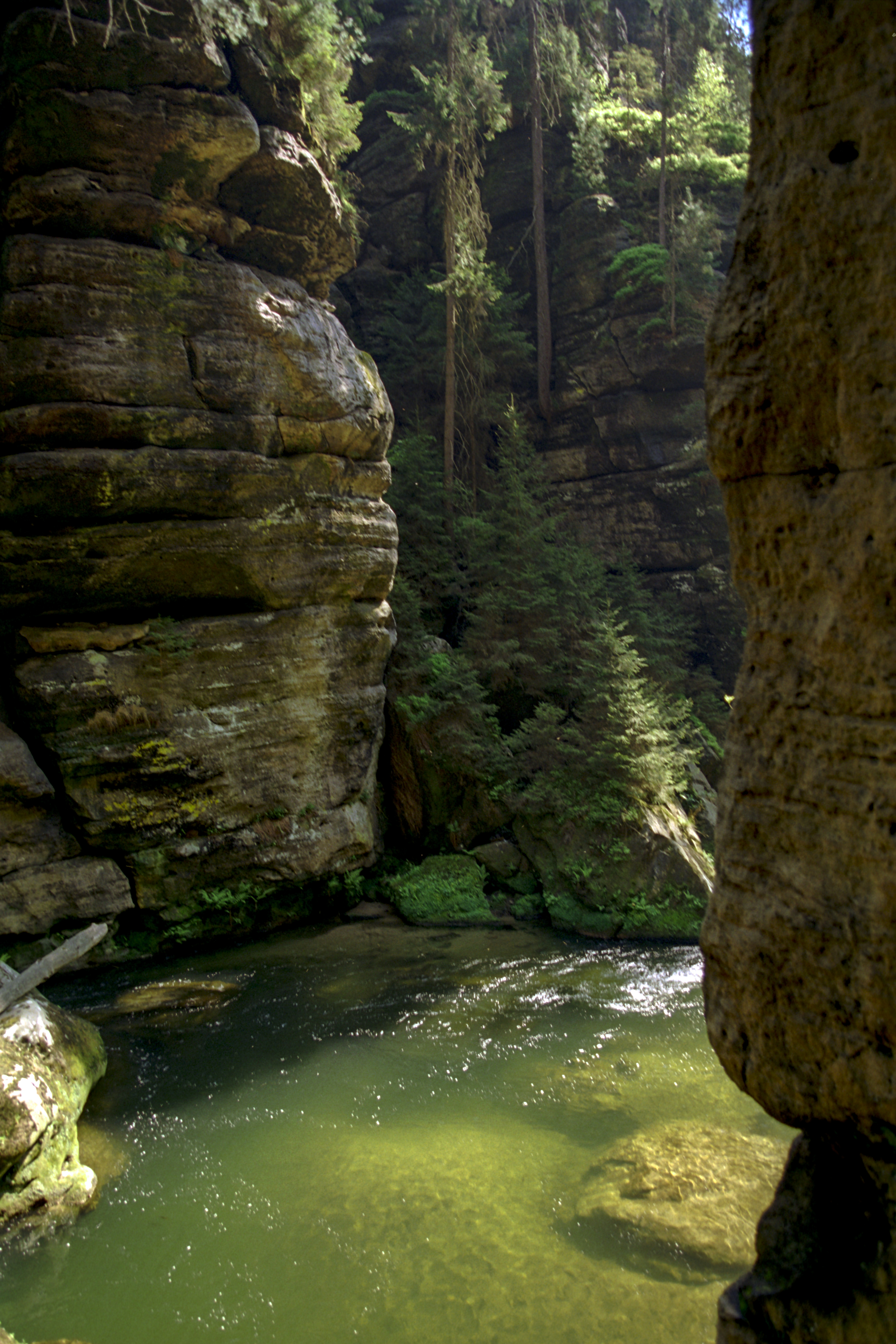
Soutěska Kamenice

K dalším netradičním skalním útvarům patří např. pískovcové převisy Jeskyně českých bratří a Velký pruský tábor, skalní průrva se schodištěm Úzké schody, menší skalní útvar Černá brána nebo jeskyně Vinný sklep.

## Osídlení
Nejstarší doklady o lidském osídlení Českého Švýcarska spadají do období mezolitu. První lidé se zde pohybovali v menších skupinách, hledajíce útočiště pod pískovcovými převisy. Drsný charakter zdejší přírody však neposkytoval příliš dobré podmínky pro trvalejší pobyt pravěkých lidí, proto byl jejich výskyt v oblasti spíše sporadický. Dokládá to zejména malé množství archeologických nálezů v místech skalních převisů. Od doby halštatské do doby raně středověké dokonce úplně chybí archeologické nálezy, které by dokládaly osídlení v tomto mezidobí. Lze tak říci, že od doby prvních lidí až do prvních století našeho letopočtu byla krajina Českého Švýcarska osídlena jen minimálně.
První souvislejší doklady o lidském osídlení pocházejí až z 8.–10. století. Z této doby jsou známy hned tři významné lokality, z nichž nejvýznamnější je hradiště na ostrožně Adlerhorn při soutoku Křinice a Brtnického potoka. Zásadní průlom v osidlování Českého Švýcarska přinesla až pozdně středověká německá kolonizace ve 13. a 14. století. Tehdy byla založena většina sídel, které se dnes nachází těsně za hranicemi národního parku (např. Arnoltice (1352), Růžová (1352), Huntířov (1352)). Osadníci sem přicházeli ze dvou feudálních sídel: od jihu z hradu Ostrý u Benešova nad Ploučnicí a z východní strany od hradu Krásný Buk. Z doby vrcholně středověké pochází i několik hrádků, jejichž pozůstatky se nacházejí přímo v národním parku: jedná se především o Falkenštejn, Šaunštejn („Loupežnický hrad“), Kyjovský hrádek („Horní Karlštejn“), Brtnický hrádek („Loupežný hrádek“) a Vlčí hrádek („Pustý zámek“). Důvod zbudování těchto hrádků není dosud zcela objasněn. Na základě nálezů pozůstatků po středověkých sklárnách a těžbě hornin (vápence a železné rudy) je možné, že skalní hrádky plnily funkci hornických a výrobních center.

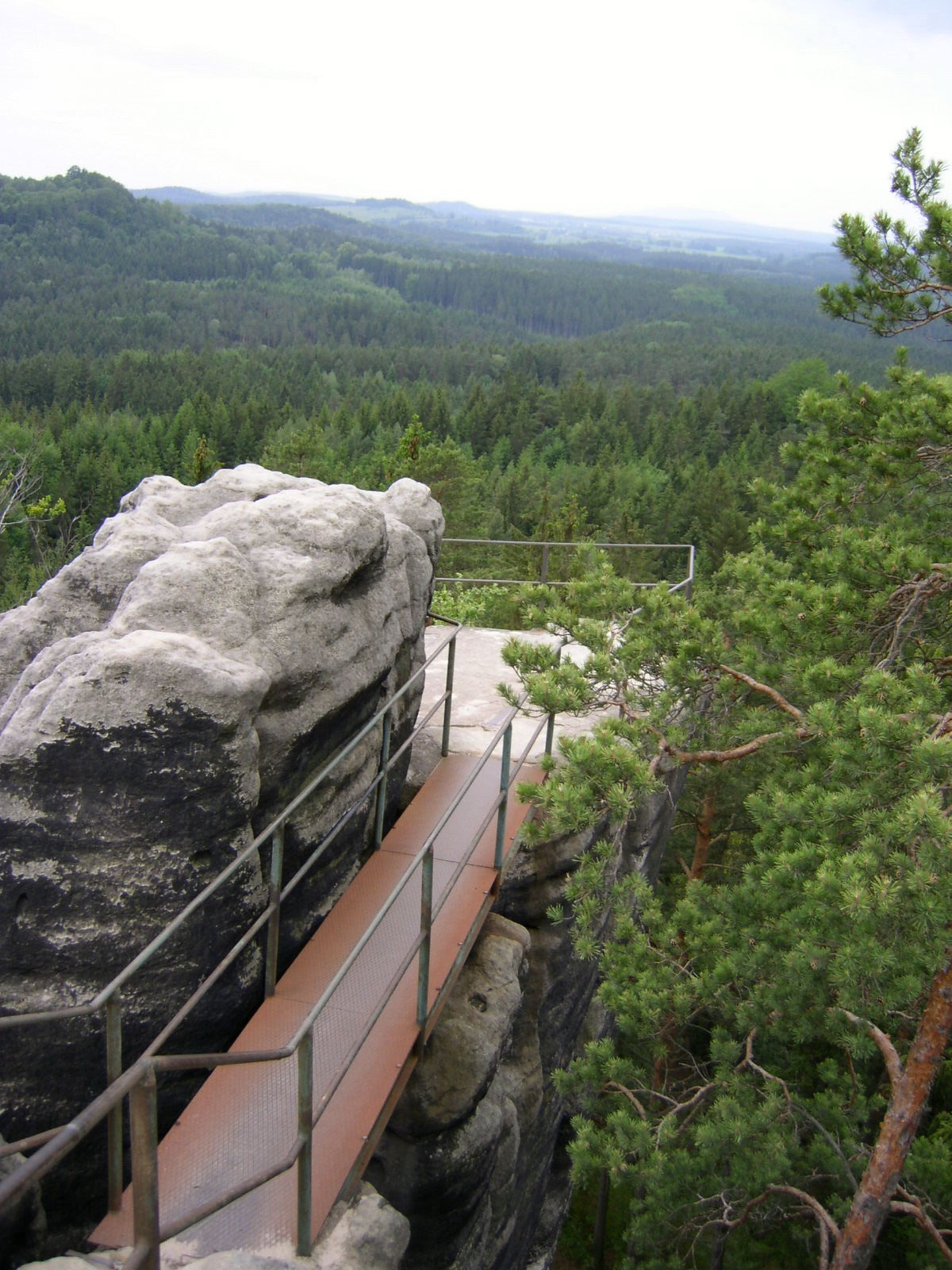
Vrchol skalního hrádku Šaunštejn

Přísun osadníků do oblasti Šluknovska znamenal mnohonásobně zvýšenou poptávku po zemědělské půdě. Kolonisté tento problém řešili hlavně vypalováním lesních porostů, což byl nejrychlejší způsob, jak zalesněnou oblast přeměnit v zemědělskou. Dnešního národního parku se však tato přeměna příliš netýkala z důvodu špatné přístupnosti terénu a nedostatku půdy, která by byla k obhospodařování vhodná. Nicméně lesní porosty národního parku sloužily jako zdroj dřeva. Dřevo se přemisťovalo mj. po vodě, na dolních tocích Kamenice a Křinice existovala soustava jezů a menších přehrad, díky kterým bylo možno dřevo dopravit až k Labi. U ústí Kamenice ústí Labe vyrostlo překladiště splaveného dřeva Herrnskretschen – Hřensko. V 19. století došlo k rozkvětu obcí při okrajích dnešního národního parku i přímo v něm, rozšířena byla zejména textilní, ale i strojní výroba. Ve 20. století nastal útlum, po druhé světové válce některé obce dokonce zanikly. Přímo na území parku se jednalo o Zadní Doubice a Zadní Jetřichovice. Dnes se v parku nachází pouze jedna vesnice – Mezná.
Kromě Mezné se v parku nalézá i několik dalších lidských sídel, konkrétně Mezní Louka, restaurace Sokolí hnízdo u Pravčické brány, restaurace v soutěskách Kamenice, hotel Zámeček v blízkosti Vysoké Lípy, osada Na Tokání a hájovna Saula u Dolní Chřibské.

## Přírodní poměry
Složení bioty národního parku je nejvýrazněji ovlivněno geomorfologickou stavbou, která má vliv i na ráz celé krajiny. Vysoké pískovcové útvary způsobují veliké nadmořské převýšení na malém prostoru, takže zde není nouze o náhle zvraty vegetačních stupňů. Tyto zvraty umožňují výskyt montánních a dokonce i subalpínských druhů v jinak velmi nízké nadmořské výšce. Vzácností není ani výskyt reliktů.

### Flóra
Složení flóry v parku je kromě geomorfologie ovlivněno klimatickými poměry, vysokým stupněm zalesnění a složením geologického substrátu. Až 97 % území parku zabírají lesy. Původně dominantní buk lesní (Fagus sylvatica) byl nahrazen invazivním smrkem ztepilým (Picea abies), který se dnes vyskytuje až na 60 % povrchu. Na skalním podkladě se dobře daří borovici lesní (Pinus sylvestris) i bříze bělokoré (Betula pendula). Původně hojně rozšířený buk a jedle bělokorá (Abies alba) se v parku nacházejí ve velmi malé míře, i když se správa parku snaží o pozvolnou obnovu dominance těchto dřevin. Na některých svazích se občas vyskytuje dub zimní (Quercus petraea), u vodních toků zase olše lepkavá (Alnus glutinosa). Mezi další, méně časté druhy patří mj. jeřáb ptačí (Sorbus aucuparia), krušina olšová (Frangula alnus), líska obecná (Corylus avellana), střemcha obecná (Prunus padus) a vrba jíva (Salix caprea). V oblastech čedičových vyvřelin se místy daří kromě buku lesního i jasanu ztepilému (Fraxinus excelsior), lípě srdčité (Tilia cordata), javoru klenu (Acer pseudoplatanus) i mléči (Acer platanoides), jilmu horskému (Ulmus glabra) a habru obecnému (Carpinus betulus).

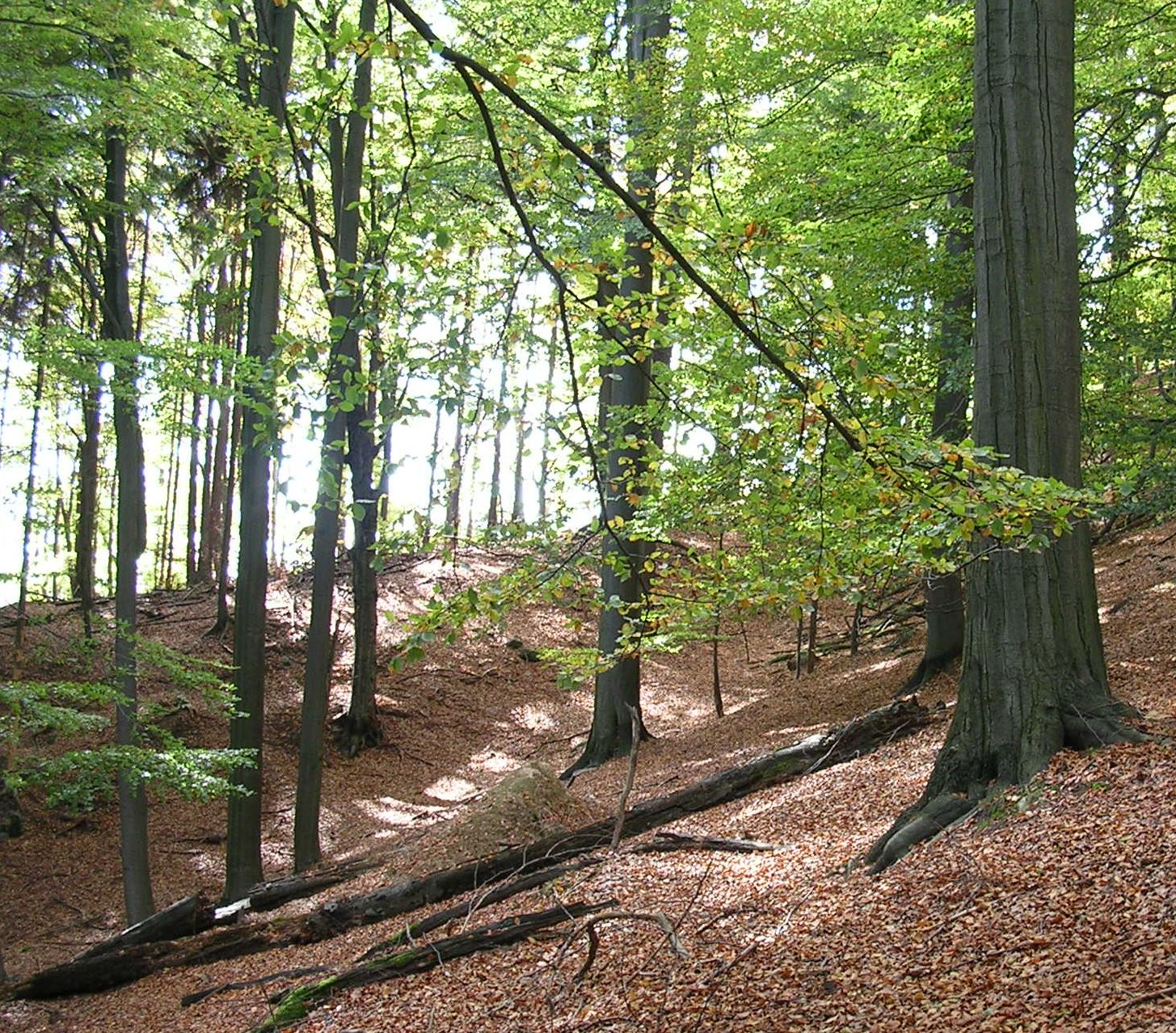
Původně dominantní buk lesní byl nahrazen dnes převažujícím smrkem ztepilým

Velkým problémem parku zůstávají nepůvodní dřeviny, které zde byly uměle vysazovány již od 19. století z důvodu zvýšené poptávky po dřevu. Původní lesy s převládajícím bukem a jedlí se totiž neobnovovaly tak rychle, aby dostatečně uspokojily poptávku po dřevě. Na území dnešního parku či v jeho těsném okolí proto byly pokusně vysazovány různé druhy dřevin převážně ze Severní Ameriky jako borovice vejmutovka (Pinus strobus), borovice Banksova (Pinus banksiana) i douglaska (Pseudotsuga menziesii), cypřišek Lawsonův (Chamaecyparis lawsoniana), modřín japonský (Larix leptolesis) nebo zerav obrovský (Thuja plicata). Počátkem 20. století byl ještě pokusně zaváděn dub červený (Quercus rubra) a modřín opadavý (Larix decidua). Většina z těchto dřevin se v parku neuchytila, avšak douglaska, vejmutovka, modřín a dub červený zde zdomácněly. Tyto dřeviny se šíří na úkor dřevin původních a svým často netolerantním chováním vůči ostatním rostlinám působí v parku problémy. Zejména vejmutovka svým silným přirozeným zmlazením a netolerancí i vůči bylinnému a mechovému patru působí v oblastech svého rozšíření rozpad místních ekosystémů.
Bylinné patro, na rozdíl od mechového patra, není výrazně druhově rozmanité. Vysoké zastoupení zde mají subatlantské druhy jako je koprník štětinolistý (Meum athamanticum), mochna anglická (Potentilla anglica), mokrýš vstřícnolistý (Chrysosplenium oppositifolium), pérnatec horský (Lastrea limbosperma), sítina kostrbatá (Juncus squarrosus), sítina ostrokvětá (Juncus acutiflorus), svízel skalní (Galium saxatile), třezalka pěkná (Hypericum pulchrum), třezalka rozprostřená (Hypericum humifusum), štírovník bažinný (Lotus uliginosus), vrbina hajní (Lysimachia nemorum), zblochan zoubkatý (Glyceria declinata) a žebrovice různolistá (Blechnum spicant). Ze zástupců submontánních a montánních druhů lze jmenovat hlavně devětsil bílý (Petasites albus), plavuň pučivou (Lycopodium annotinum), sedmikvítek evropský (Trientalis europaea), violku dvoukvětou (Viola biflora) a vranec jedlový (Huperzia selago). Tyto druhy se pojí hlavně k hlubokým a stinným roklím. I když je teplomilná květena v Českém Švýcarsku vzácná, přece jen se zde vyskytuje. Reprezentují jí druhy jako čistec přímý (Stachys recta), hořčík jestřábníkovitý (Picris hieracioides), chrastavec křovištní (Knautia drymeia), kakost krvavý (Geranium sanguineum), pelyněk ladní (Artemisia campestris), tolita lékařská (Vincetoxicum hirundinaria) a žluťucha menší (Thalictrum minus).
Na území Českého Švýcarska se kdysi vyskytoval i vzácný blánatec kentský (Hymenophyllum tunbrigense), který se vyskytuje hlavně v Anglii a na severozápadě Francie. Tato rostlina však z parku už vymizela, na čemž měl pravděpodobně nemalý podíl nadměrný sběr rostliny člověkem.

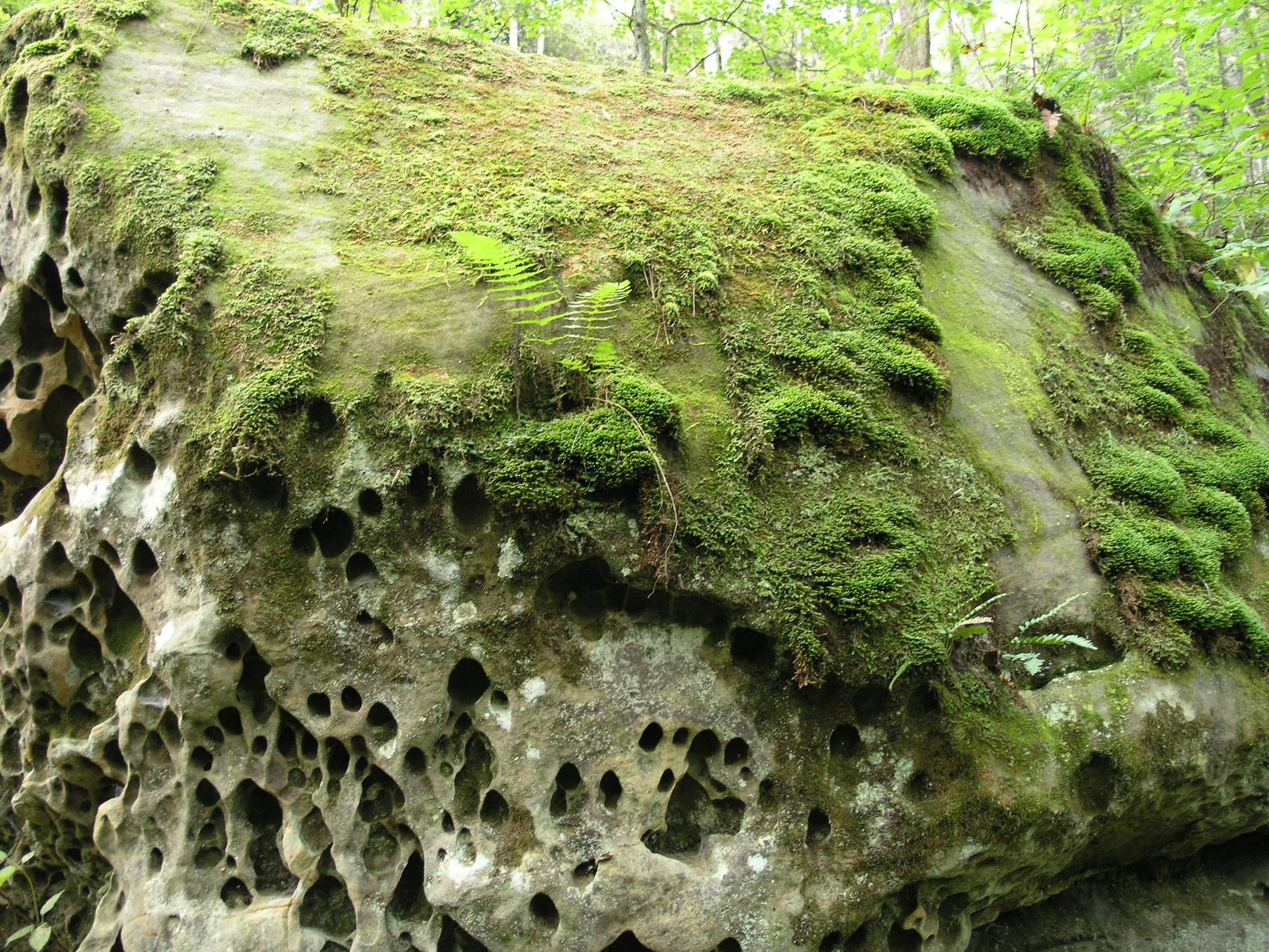
Rohozec trojlaločný, typický obyvatel podmáčených smrčin

V národním parku se vyskytuje nejméně 246 druhů lišejníků. K typickým druhům skalních stěn patří Chrysotrix chlorina, plsťotvorka ebenová (Cystocoleus ebeneus), Racodium rupestre a šálečka lesklá (Psilolechia lucida). Pískovcové ostrohy obývá především terčovka prohnutá (Parmelia incurva). Oblasti s čedičovým podložím jsou typické pro drobnovýtrusku hnědavou (Acarospora fuscata), buelii stélkovou (Buellia aethalea), misničku nazlátlou (Lecanora subaurea), mapovník zeměpisný (Rhizocarpon geographicum) a pevnokmínek kloboukatý (Stereocaulon pileatum). Ze vzácnějších lišejníků lze jmenovat dutohlávku Cladonia subcervicornia, Phaeographis inusta a třpytku Micarea pycnidiophora. K ojedinělým nálezům patří i druhy citlivé na znečištěné ovzduší jako jsou ohrožené čárnička psaná (Graphis scripta) a cecatka chřástnatá (Thelotrema lepadinum).
K roku 2007 bylo v parku známo 334 druhů mechorostů, z toho 87 je zařazeno na Červeném seznamu mechorostů v ČR (42 zdejších druhů dokonce patří mezi kriticky ohrožené). K nejvzácnějším druhům patří subarkticko-subalpínské druhy játrovky křižítka velkobuněčná (Lophozia grandiretis), mokřanka oddálená (Hygrobiella laxifolia) a polanka Michauxova (Anastrophyllum michauxii), dále mechy dvouhrotcovka drsná (Dicranodontium asperulum), chudozubík zahnutý (Tetrodontium repandum) a měřík prostřední (Plagiomnium medium). V hlubokých inversních roklích lze nalézt např. ohrožené druhy játrovky křižítku tupou (Lophozia obtusa) a křepenku bledou (Cephalozia leucantha), dále chudozubíka Brownového (Tetrodontium brownianum), kýlnatku drobnolistáou (Scapania lingulata), nivenku štítovitáou (Harpnathus scutatus) či úzkolistce dlouholistého (Rhynchostegiella teneriffae). V roce 2003 byl v parku nalezen nový druh játrovky pro Českou republiku, a to mokřanka oddálená (Hygrobiella laxifolia). Z typičtějších druhů lze jmenovat pískovce prorůstající čtyřzoubek průzračný (Tetraphis pellucida), kryjnice Meylanova (Calypogeia integristipula) a bělomech skalní (Leucobryum juniperoideum). Typickým obyvatelem podmáčených smrčin je rohozec trojlaločný (Bazzania trilobata), pro sušší bory je typická křivonožka zprohýbaná (Campylopus flexuosus).

### Mykoflóra

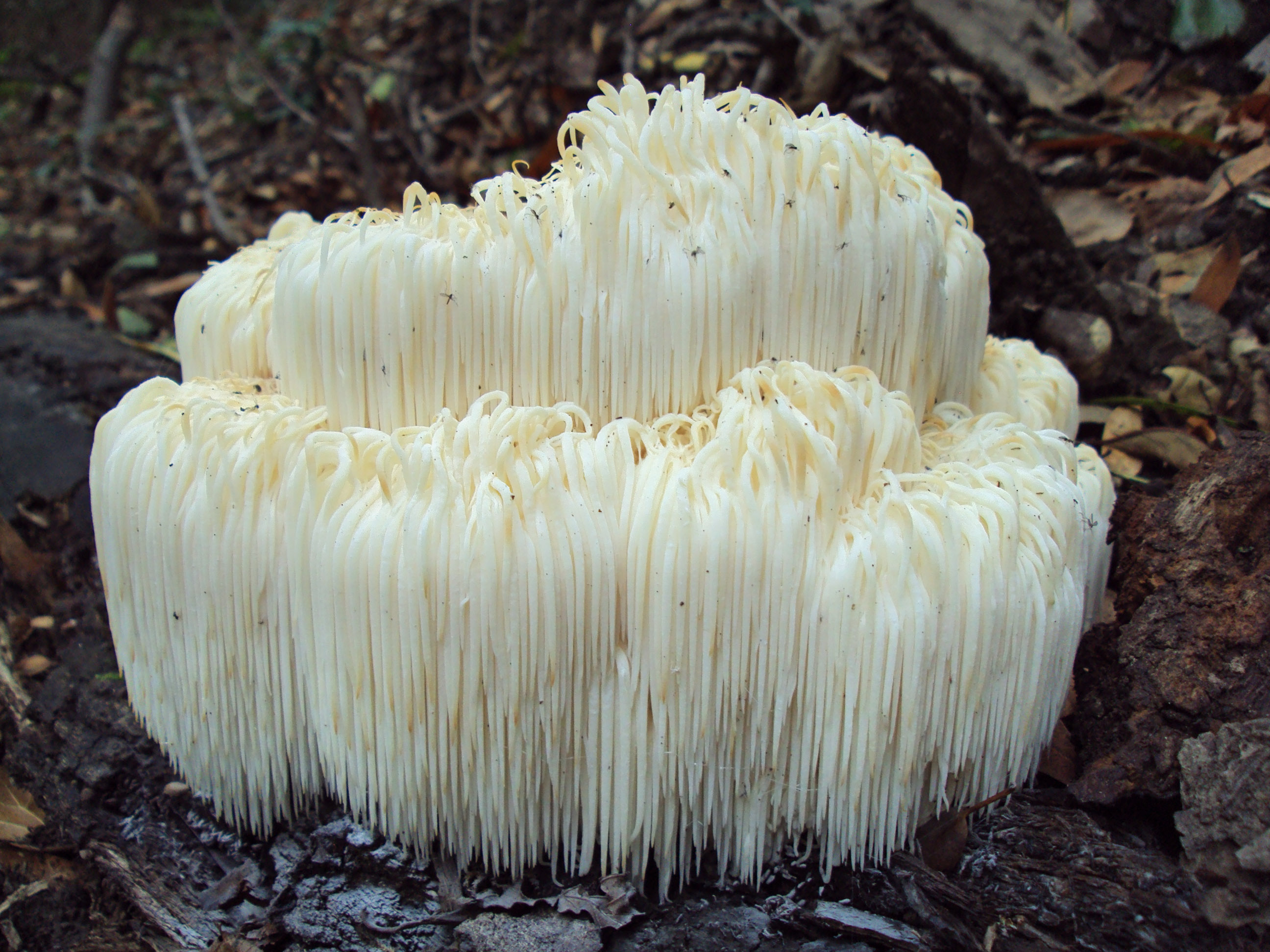
Korálovec ježatý, druh navržený k zákonné ochraně, v NP roste na dřevu buků

Během mykologického průzkumu v roce 2007 zaměřeného na bučiny, reliktní bory, inverzní rokle a spáleniště bylo objeveno 15 druhů makromycetů zařazených do Červeného seznamu hub (makromycetů) České republiky. V bučinách se vyskytují pavučinec načervenalý nevroubený (Cortinarius purpurascens var. largusoides), korálovec ježatý (Hericium erinaceus), šťavnatka rezavějící (Hygrophorus discoxanthus), šťavnatka básnická (Hygrophorus poetarum), ryzec rudohrdlý (Lactarius rubrocinctus), helmovka dvojvonná (Mycena diosma), štítovka lemovaná (Pluteus luctuosus) a holubinka sluneční (Russula solaris). V inverzních roklích byly objeveny mecháček hladký (Cyphellostereum laeve), kalichovka leptoniová (Omphalina epichysium) a žilnatka bledá (Phlebia centrifuga). V reliktních borech roste hřib borový (Boletus pinophilus) a šťavnatka slizoprstenná (Hygrophorus gliocyclus). Na spáleništích roste liškovec spáleništní (Faerberia carbonaria). Ze zákonem chráněných druhů je v národním parku doložena bolinka černohnědá (Camarops tubulina).

### Fauna

#### Obratlovci

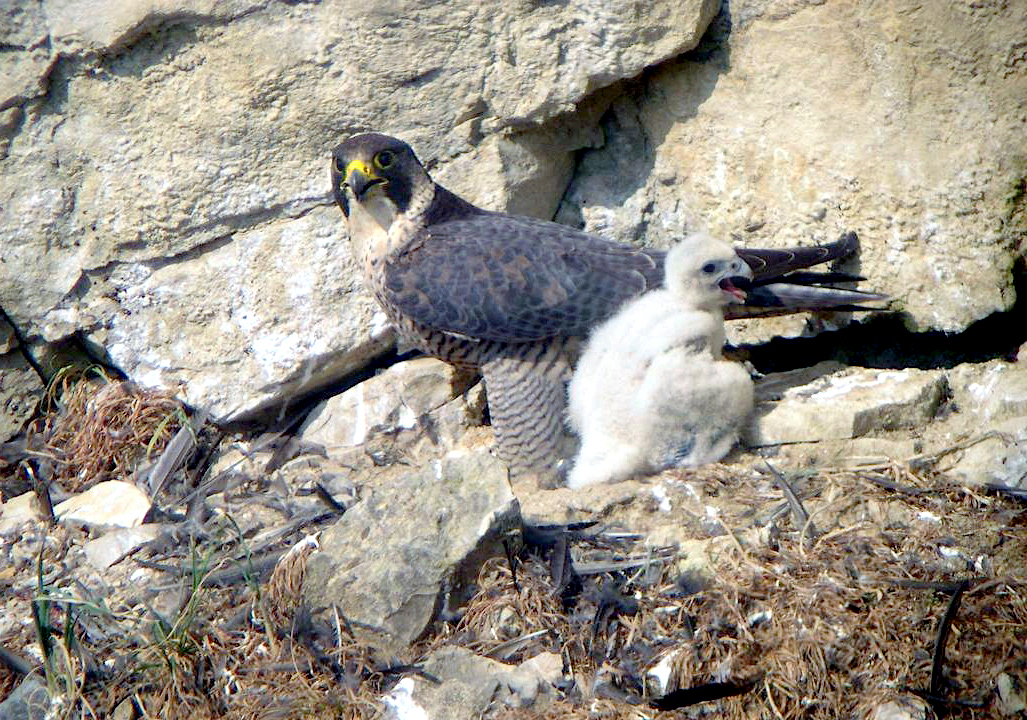
Sokol stěhovavý, jehož populace v parku je největší ve střední Evropě

Na území parku byl prokázán výskyt 62 druhů savců. Někteří z nich však byli už dávno vyhubeni, typicky kočka divoká (Felis silvestris), medvěd hnědý (Ursus arctos) a los evropský (Alces alces). Ze současných zástupců savců se zde vyskytuje např. rejsec vodní (Neomys fodiens), rejsec černý (Neomys anomalus), bobr evropský (Castor fiber), hraboš mokřadní (Microtus agrestis), myšice temnopásá (Apodemus agrarius), plch velký (Myoxus glis), plch zahradní (Eliomys quercinus), plšík lískový (Muscardinus avellanarius) nebo vydra říční (Lutra lutra). Z větších šelem lze zmínit především rysa ostrovida (Lynx lynx). Vlk obecný (Canis lupus) byl na území Českého Švýcarska vyhuben nejpozději v roce 1756. V roce 2016 se vlci do národního parku vrátili a v roce 2021 zde poprvé v novodobé historii vyvedli mláďata. Z přežvýkavců lze v rezervaci narazit na kamzíka horského (Rupicapra rupicapra), jelena evropského (Cervus elaphus), srnce obecného (Capreolus capreolus) a prase divoké (Sus scrofa). Park poskytuje velmi příhodné podmínky pro výskyt netopýrů, kterých zde bylo zjištěno až 15 druhů. Zmínit lze např. vrápence malého (Rhinolophus hipposideros), netopýra velkého (Myotis myotis), netopýra rezavého (Nyctalus noctula) a netopýra hvízdavého (Pipistrellus pipistrellus).
V Českém Švýcarsku bylo zjištěno 227 druhů ptáků, přičemž 148 z nich představují hnízdící druhy. Z větších ptáků zde hnízdí mj. čáp černý (Ciconia nigra) a sokol stěhovavý (Falco peregrinus), jehož zdejší populace je největší ve střední Evropě. Pravidelný výskyt byl zaznamenán např. u bekasiny otavní (Gallinago gallinago), bramborníčka hnědého (Saxicola rubetra), datla černého (Dryocopus martius), chřástala vodního (Rallus aquaticus) i polního (Crex crex), křepelky polní (Coturnix coturnix), ledňáčka říčního (Alcedo atthis), lelka lesního (Caprimulgus europaeus), pisíka obecného (Actitis hypoleucos), skorce vodního (Cinclus cinclus), tetřívka obecného (Tetrao tetrix), ťuhýka obecného (Lanius collurio), sluky lesní (Scolopax rusticola) a žluvy hajní (Oriolus oriolus). Park je bohatý na výskyt sov, kterých zde hnízdí nejméně sedm druhů; jedná se např. o kulíška nejmenšího (Glaucidium passerinum), sýce rousného (Aegolius funereus) a výra velkého (Bubo bubo).

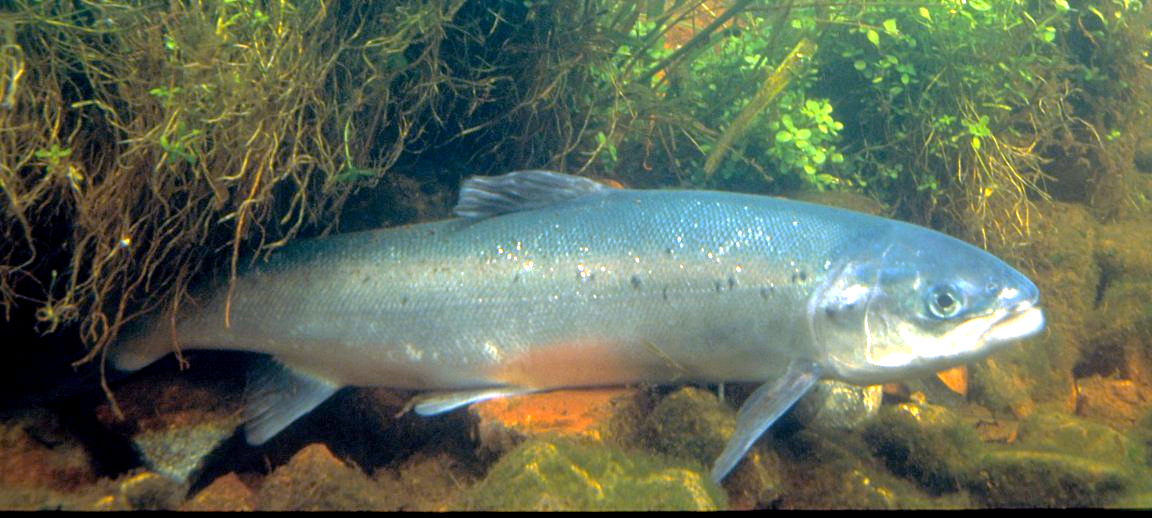
Losos obecný, původní obyvatel zdejších potoků

Bezpečně prokázána byla přítomnost 16 druhů plazů a 8 druhů obojživelníků. Některé se však v parku už nevyskytují (např. želva bahenní (Emys orbicularis) a s největší pravděpodobností i užovka podplamatá (Natrix tessellata)). Z čeledi mlokovitých lze zmínit především mloka skvrnitého (Salamandra salamandra), čolka hranatého (Triturus helveticus), čolka horského (Triturus alpestris), čolka obecného (Triturus vulgaris), vzácně se v parku vyskytuje i čolek velký (Triturus cristatus). Z populace žab je nejčastější skokan skřehotavý (Rana ridibunda), skokan štíhlý (Rana dalmatina) a skokan ostronosý (Rana arvalis), vzácný je výskyt kuňky obecné (Bombina bombina). Naopak častý je výskyt ještěrky živorodé (Zootoca vivipara), ještěrky obecné (Lacerta agilis) i zmije obecné (Vipera berus), stále relativně vzácně se v parku objevuje užovka hladká (Coronella austriaca).
Ryby se v oblasti Labských pískovců vyskytují hlavně v Labi, která však jen míjí západní okraj národního parku. Největším tokem Českého Švýcarska je Kamenice, která spolu s dalšími toky parku (např. Červený potok, Jetřichovický potok, Křinice) patří ke pstruhovému pásmu s hojným výskytem pstruha obecného (Salmo trutta). Z dalších zástupců ryb v těchto tocích lze jmenovat lipana podhorního (Thymallus thymallus), vranku obecnou (Cottus gobio). V Jílovském potoce ještě žije střevle potoční (Phoxinus phoxinus) a mřenka mramorovaná (Noemacheilus barbatulus). Z kruhoústých se v České Švýcarsku vyskytuje už jen mihule potoční (Lampetra planeri), a to v toku Křinice a Kamenice.
Od roku 2000 se Správa národního parku snaží o navrácení lososa obecného (Salmo salar) do vod Kamenice. Lososi sem kdysi každoročně táhli za třením. V důsledku vodních staveb na řece Labi však lososi z Kamenice i dalších toků v Čechách úplně vymizeli. Navrácení se děje prostřednictvím vysazování plůdků lososa v různých místech toku (např. v roce 2011 to bylo až 12 000 plůdků). Pak nezbývá, než čekat na to, zda se sem lososi už jako dospělí jedinci vrátí vytřít. Úlovky dospělých jedinců jsou zatím ojedinělé.

#### Bezobratlí
Výskyt bezobratlých živočichů je v parku velmi bohatý a různorodý. Druhová rozmanitost je dána především různými typy biotopů. Ze 45 druhů vážek se lze v parku setkat např. s klínatkou rohatou (Ophiogomphus cecilia), páskovcem kroužkovaným (Cordulegaster boltoni) i dvojzubým (Cordulegaster bidentatus), šidélkem kopovitým (Coenagrion hastulatum), šídlem královským (Anax imperator) i sítinovým (Aeschna juncea), vážkou čárkovanou (Leucorrhinia dubia), vážkou jasnoskvrnnou (Leucorrhinia pectoralis), vážkou podhorní (Sympetrum pedemontanum) nebo vážkou tmavou (Sympetrum danae).

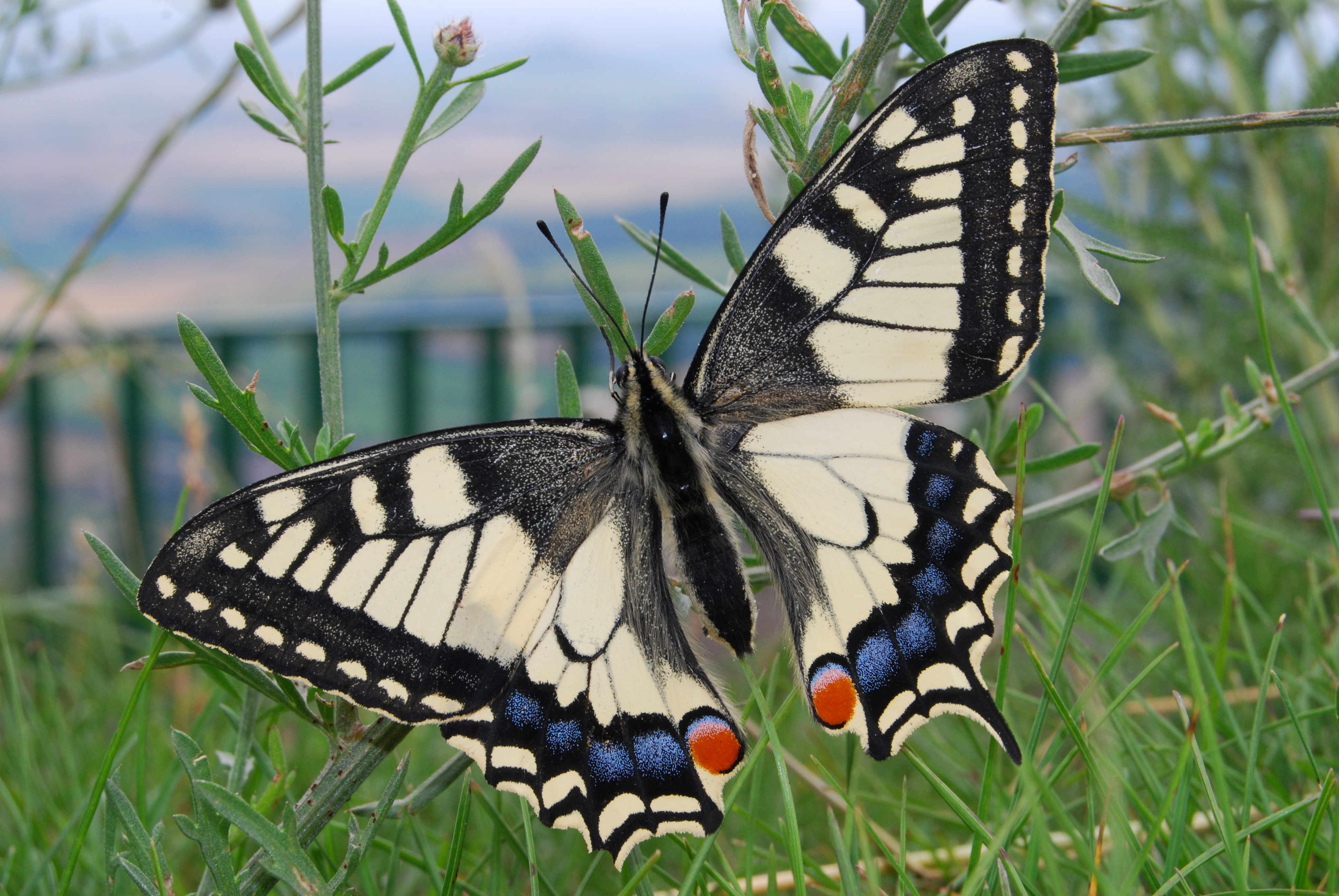
Otakárek fenyklový, vzácný obyvatel parku

Druhově velmi rozmanitá je i populace motýlů, kterých bylo v parku pozorováno přes 1000 druhů. Za zmínku stojí hlavně bělásek ovocný (Aporia crataegi), hnědásek chrastavcový (Euphydryas aurinia), okáč třeslicový (Coenonympha glycerion), ostruháček jilmový (Satyrium w-album), otakárek fenyklový (Papilio machaon), přástevník kostivalový či např. soumračník černohnědý (Heteropterus morpheus). Hojný je výskyt okáčů, bělásků, žluťásků či hnědásků. Z babočkovitých zde žijí mj. babočka admirál, babočka bodláková, kopřivová a paví oko.
Co se týče brouků, čeleď střevlíkovitých zastupují např. střevlík nepravidelný (Carabus irregularis), Carabus arvensis, Carabus auratus, Carabus nitens, Carabus problematicus, Dyschirius intermedius a Pterostichus quadrifoveolatus. Z více než sta druhů zástupců čeledi tesaříkovitých, kteří v parku žijí, lze zmínit vzácné druhy jako je tesařík pasekový (Pachyta lamed), tesařík zavalitý (Ergates faber), Acmaeops septentrionis, Anastrangalia dubia, Clytus lama a Pedostrangalia pubescens. Kovaříkovití jsou v parku reprezentování mj. druhy Agriotes pallidulus, Aplotarsus incanus, Cardiophorus asellus, Ectinus aterrimus, Pseudanostirus globicollis, Sericus subaeneus a Stenagostus rufus. Ze zástupců stehenáčových se v parku vyskytují např. druhy Calopus serraticornis, Clanoptilus geniculatus a Ischnomera cinerascens cinerascens, z nosatcovitých a mandelinkovitých to jsou Aphytobius sphaerion, Chrysolina rufa, Minota obesa, Notaris atterimus, Otiorhynchus equestris či dokonce Tropideres albirostris. Vzácný je výskyt chrobáka černého (Typhaeus typhoeus) a hrobaříka Nicrophorus germanicus.

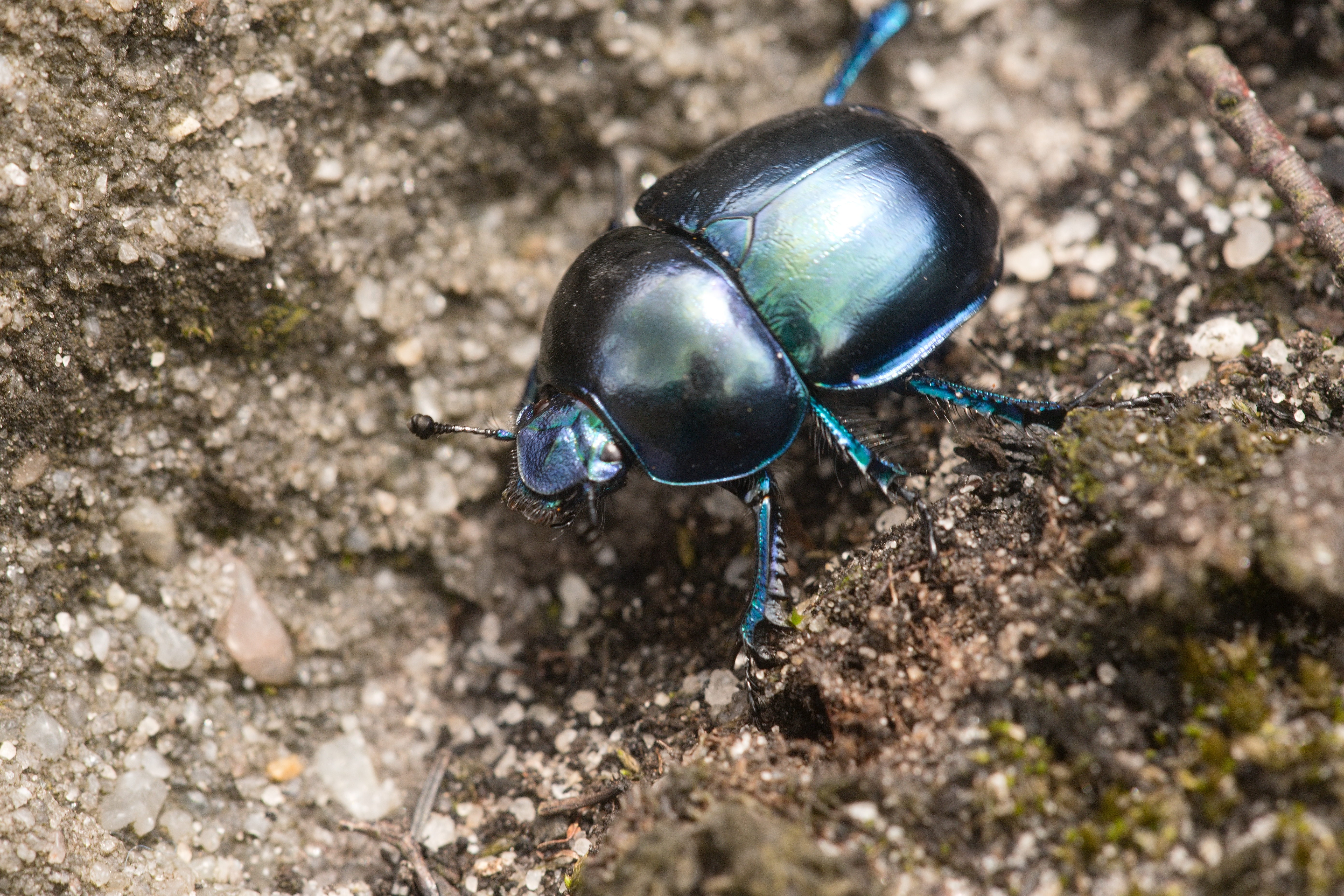
Chrobák jarní na spáleništi nedaleko Hřenska

Z dalších zajímavých nebo vzácných druhů bezobratlých lze zmínit stonožku Brachyschendyla montana, měkkýše Arion intermedius a závornatku černavou (Clausilia bidentata), žížaly Aporectodea handlirschi, Helodrilus oculatus a Dendrobaena attemsi attemsi, nebo korýše listonoha letního (Triops cancriformis). Vzácný je rovněž výskyt cikády chlumní (Cicadetta montana) a mravence Manica rubida. Národní park je jednou z mála lokalit koníka jeskynního na území Česka. Žije zde také vzácná, pro území Česka endemická, kobylka Pholidoptera aptera bohemica.

## Ochrana

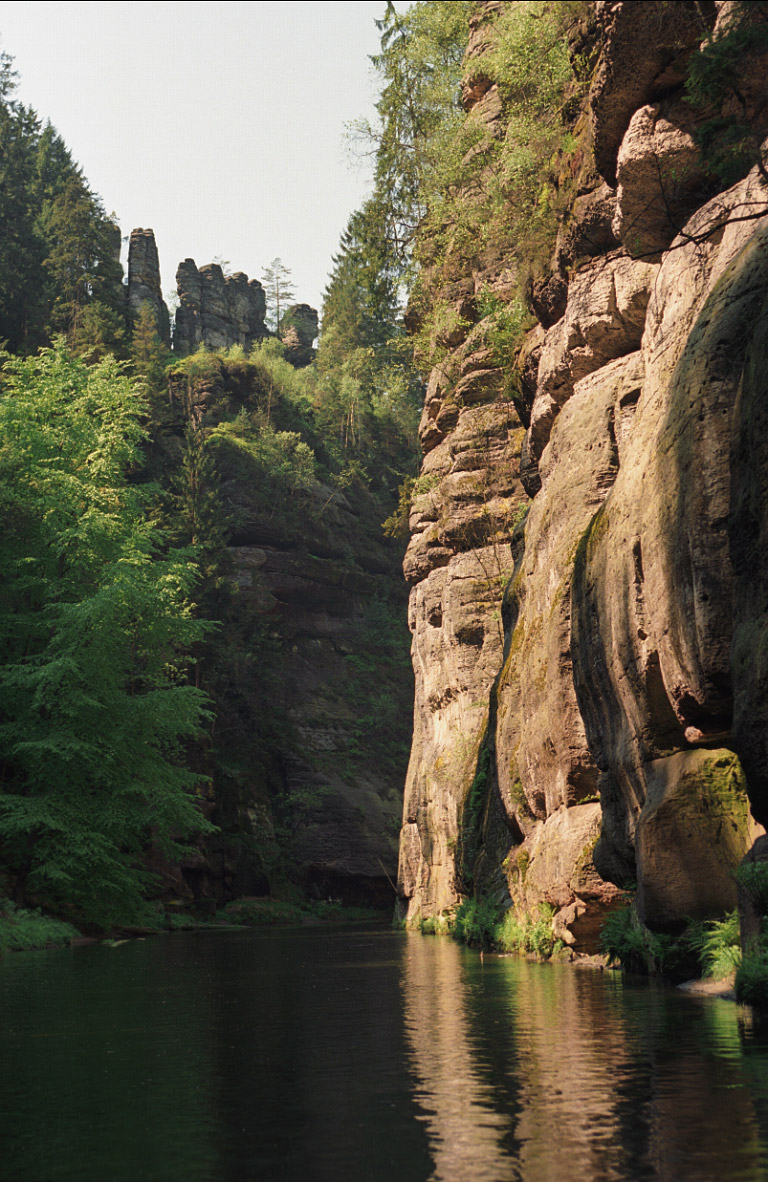
Edmundova soutěska, státem chráněná již od roku 1933

První pokusy o ochranu území Českého Švýcarska, potažmo celých Labských pískovců, sahají do roku 1739, kdy hrabě Jan Josef Thun zakázal na území Děčínského panství pastvu dobytka a v určitém období v roce i těžbu dříví. Hrabě tak chtěl místní zvěři ponechat potřebný klid pro vývoj a rozmnožování. Podobného účelu byla i nařízení v následujících letech. Např. podle nařízení Kinských z roku 1863 byla v některých lesních revírech dnešního národního parku zakázána seč a byl vyčleněna klidová místa, která byla ponechána samostatnému vývoji. Důvodem pro tato opatření byly populace tetřeva hlušce a tetřívka obecného, o které hraběcí rod projevoval zájem. Podobných počinů se v dějinách ochrany Labských pískovců vyskytla celá řada, což napomohlo k zachování druhové rozmanitosti i vysoké hodnoty krajiny.
S rozvojem turismu a s přílivem návštěvníků na přelomu 19. a 20. století se stále více začalo uvažovat o řízené ochraně území. První reálné pokusy o řízenou ochranu pocházejí z pera českého průkopníka moderní ochrany přírody Rudolfa Maximoviče, který v roce 1923 napsal: „České Švýcarsko jest vhodným objektem turistického ruchu. Jde opravdu o významné objekty, neboť tato oblast má nejen v detailu [...], ale i jako krajinný celek nesporný charakter přírodní památky vhodné ke zřízení parciální rezervace. Proto má ministerstvo zájem na udržení území v dochovaném stavu, oddálení všech nebezpečí, která by mu hrozila a na vědeckém probádání a využití“. Nicméně první řízená ochranná území byla vyhlášena až o deset let později: v roce 1933 v oblasti vznikly rezervace Edmundova soutěska, Pravčická brána a Tiské stěny.
Vznikala však potřeba chránit oblast jako celek. První návrh na zřízení chráněné krajinné oblasti v povodí Labe mezi Litoměřicemi a Hřenskem podal v roce 1939 vládní prezident v Ústí nad Labem. Podle údajů z Okresního archivu v Děčíně se o vyhlášení národního parku uvažovalo již v roce 1943. Ochranářským snahám se dostalo slyšení až v 27. června 1972, kdy byla výnosem Ministerstva kultury Československé socialistické republiky č. 4946/72 – II/2 zřízena Chráněná krajinná oblast Labské pískovce. O deset let později byla provedena zonace území, tzn. oblast se rozdělila na čtyři zóny odstupňované podle míry ochrany. Takováto zonace byla v roce 1994 ještě upravena. Ochranáři však požadovali pro nejcennější část chráněné krajinné oblasti ještě vyšší stupeň ochrany. Po dlouholetém úsilí a i za pomoci ochranářů z německé strany byl k 1. lednu 2000 zákonem č. 161/1999 Sb. vyhlášen Národní park České Švýcarsko.
V následujících letech se začaly zpracovávat podklady pro zřízení biosférické rezervace UNESCO, která by měla kromě Českého Švýcarska zahrnovat i Chráněnou krajinnou oblast Labské pískovce. Nejcennější oblasti jsou dále připravovány pro začlenění do soustavy Natura 2000. Park je součástí Evropsky významné lokality České Švýcarsko a Ptačí oblasti Labské pískovce. Na území národního parku se nachází tři maloplošná chráněná území. Jedná se o přírodní památku Nad Dolským mlýnem, národní přírodní rezervaci Růžák a národní přírodní památku Pravčická brána. V minulosti se na území parku nacházely i dvě přírodní rezervace, a to Ponova louka a Babylon. V roce 2007 však byly zrušeny.
O park se stará Správa Národního parku České Švýcarsko se sídlem v Krásné Lípě. Dvakrát ročně vydává „Zpravodaj Správy Národního parku České Švýcarsko“.

## Turismus

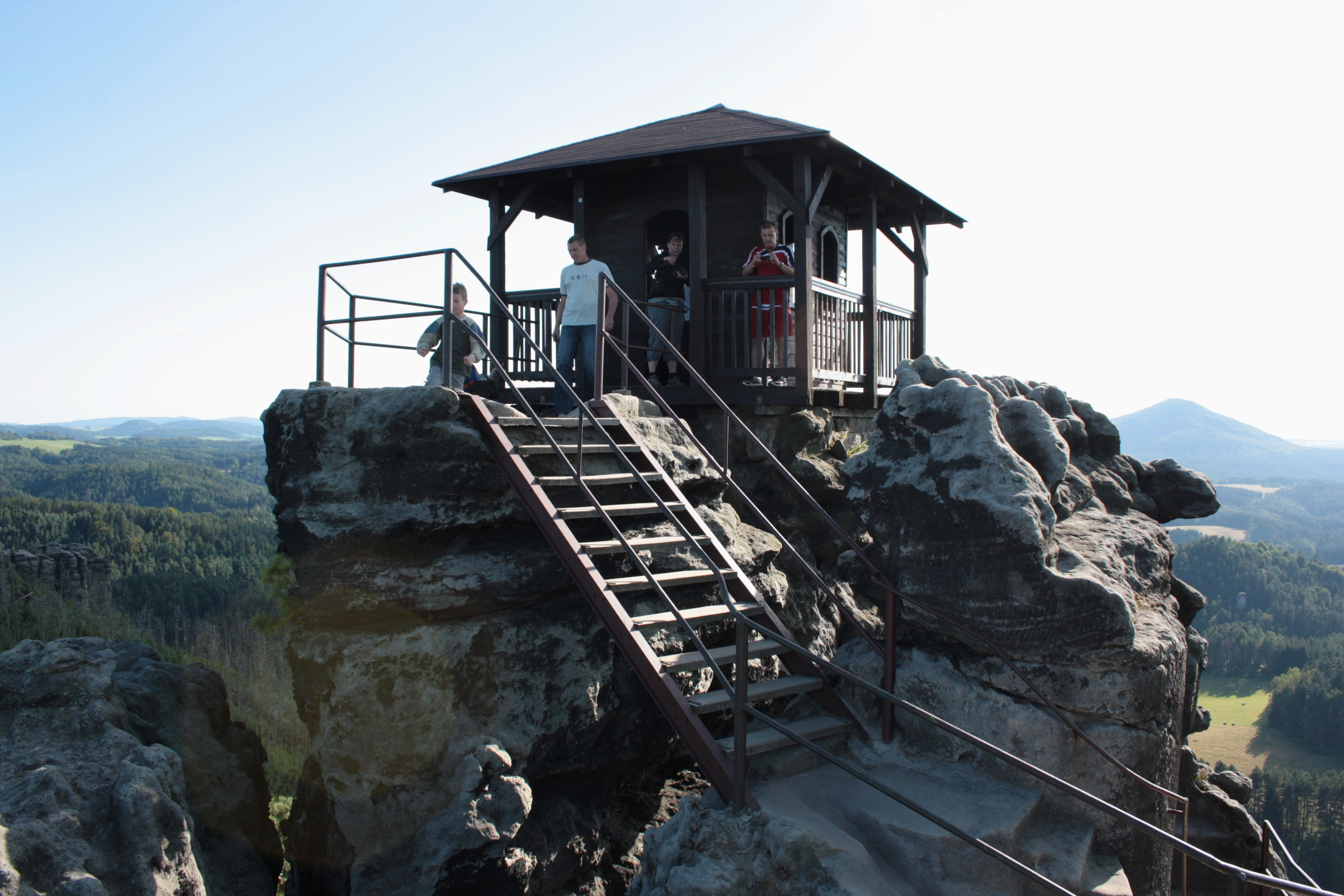
Mariina vyhlídka v roce 2012

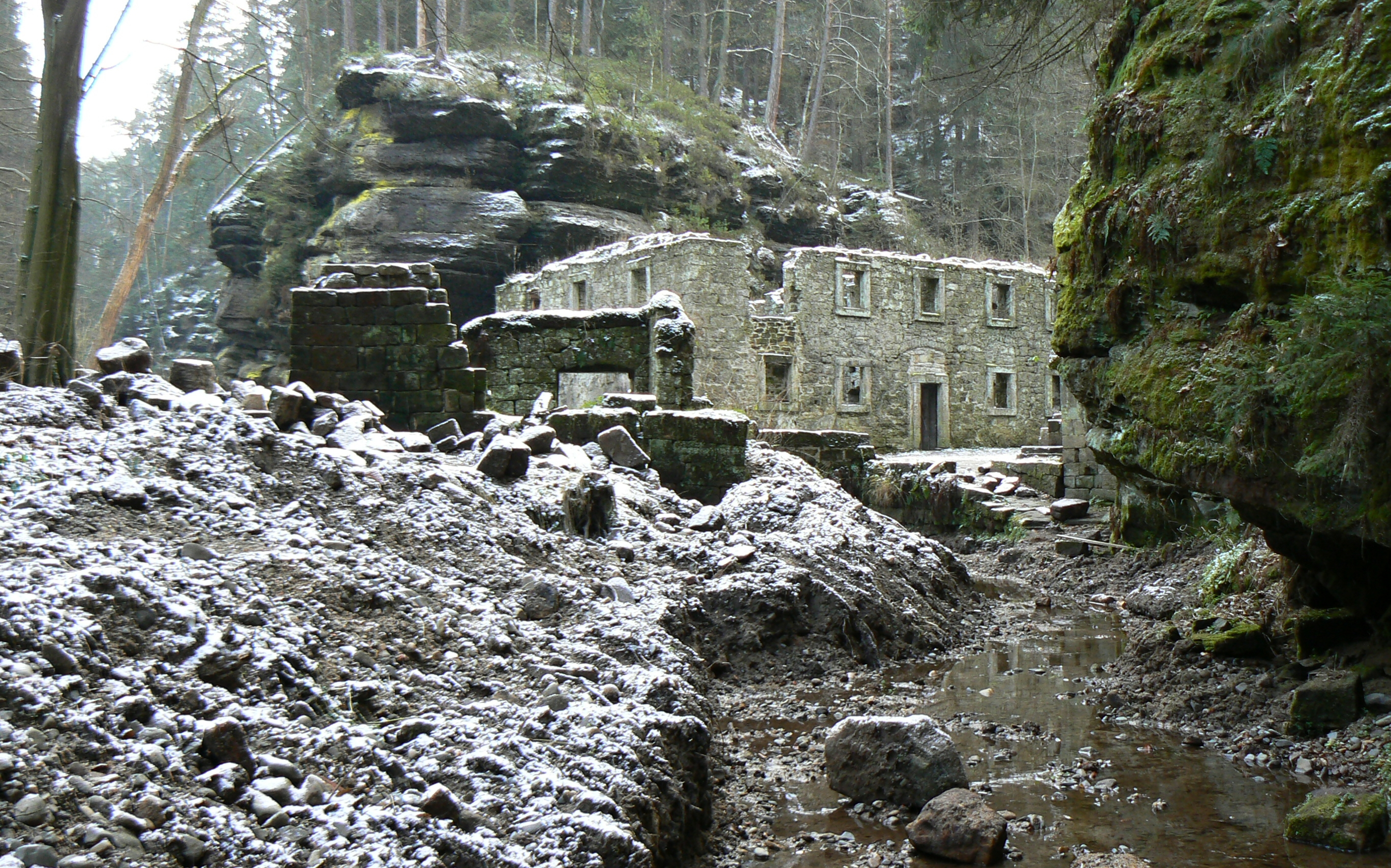
Dolský mlýn, kulturní památka na řece Kamenici

Počátky zájmu turistů o krajinu Českého Švýcarska sahají do druhé poloviny 18. století, kdy se krajinou toulali jedni z jejích první propagátorů, švýcarští malíři Adrian Zingg a Anton Graff. Ve třicátých letech 19. století byl na trase Děčín – Drážďany zahájen provoz lodní dopravy včetně výletních parníků, roku 1851 vyjel po nové železniční trase Drážďany–Podmokly první vlak. O rozmach turistiky v Českém Švýcarsku se postaral hlavně rod Kinských, který vlastnil českokamenické panství, a rod Clary-Aldringenů, kterým patřilo panství děčínské. Po členech těchto rodů je pojmenována řada skalních útvarů a míst jako např. Rudolfův kámen nebo Edmundova soutěska. Byl to rod Clary-Aldringenů, který v 80. letech 19. století zpřístupnil Pravčickou bránu turistům. V roce 1878 vznikl v Děčíně první spolek podporující turistický ruch v oblasti, a to Horský spolek pro České Švýcarsko (Gebirgsverein für die Böhmische Schweiz); v roce 1885 byl ještě v Krásné Lípě založen Horský spolek pro nejsevernější Čechy (Gebirsverein für das nördlichste Böhmen). V roce 2009 se České Švýcarsko zařadilo mezi European Destinations of Excellence (Excelentní turistická destinace).
Dnes je park zpřístupněn sítí turistických tras. Některé přírodní úkazy jako Pravčická brána, Edmundova soutěska či Tiské stěny jsou zpoplatněny.
V Českém Švýcarsku má dlouhou tradicí horolezectví. První výstupy na skalní věže zde byly prováděny již v 19. století, k průkopníkům skalního lezení patřil Oliver Perry Smith, z Čechů např. Bernd Arnold a Jindřich Hudeček. V současné době je horolezectví v parku povoleno za podmínek, které stanovuje Návštěvní řád národního parku České Švýcarsko. Horolezecká činnost se může provozovat jen v určitých oblastech, lézt zde mohou pouze členové UIAA a přidružených organizací (tzn. i členové Českého horolezeckého svazu). Až do roku 2000 se v parku nacházelo několik trampských kempů, se zřízením národního parku zanikly.

## Stavby a památky
Kromě již zmíněných hrádků a obydlených staveb se v rezervaci nalézá i řada dalších upomínek na působení člověka. Snad nejvýznamnější z nich je kulturní památka Dolský mlýn, o kterém prameny hovoří již v roce 1515. Mlýn vlastnilo mnoho různých majitelů a postupně se měnila i jeho funkce – jednu dobu dokonce sloužil jako palírna a výletní hostinec. V současné době usiluje o zachování mlýna Občanské sdružení pro záchranu a konzervaci kulturní památky Dolský mlýn. Další stavbou v parku je např. chatka na Mariině skále v jihozápadní části parku, kterou nechal v roce 1856 postavit Ferdinand Bonaventura z rodu Kinských. Chatka v roce 2005 vyhořela, o rok později byla obnovena a v roce 2021 byla chatka nahrazena novým vyhlídkovým altánem, podobným tomu prvnímu z 19. století. V oblasti se nachází i řada dalších památek lidové a sakrální architektury, ty větší jsou umístěny především ve vesnicích mimo území parku.